# Прокси сервер
Прокси сервер је сервер који другим рачунарима омогућава посредан приступ садржајима на Интернету.
У преводу енглески појам proxy server значи сервер посредник.

## Врсте прокси сервера
Прокси сервери се деле на основу тачне функције коју обављају.
Ипак основна функција свих јесте да се налазе на месту спајања локалне мреже и Интернета.
То место је значајно због велике разлике у брзинама комуникације.
У локалним мрежама су те брзине од 10 до 100 MB/sec, а на Интернету су те брзине око 10 до 1000 пута спорије (15 до 300 KB/sec). 

### Кеш проксији
То су сервери који клијентима убрзавају приступ веб садржајима на Интернету.
Они то убрзање постижу тако што кеширају (снимају на свој локални диск) садржај који клијент тражи.
Када неки други (или евентуално исти) клијент тражи исти садржај, сервер тражене податке доставља много брже - са свог диска, а не са интернета.
Посао сервера се састоји да провери да ли се тражени садржај у међувремену променио.
Ако није доставља се верзија из кеша.
Уколико јесте, сервер преузме нову верзију и достави је клијенту, али је сачува за будуће захтеве.
Нарочито се то убрзање примећује код веб страна које се често преузимају (нпр. насловне стране интернет сајтова) или већи мултимедијални садржаји (слике са често посећених страна или већ преузети аудио/видео-записи).
Ови сервери могу значајно да смање трошкове предузећима која свој приступ интернету провајдеру плаћају на основу количине пренетих података, а то је најчешћи случај код брзих интернет веза.

### Веб проксији
То су они сервери који омогућавају приступ веб садржајима својим клијентима.
Они посредно обављају више значајних функција:
- блокирају нежељени садржај са спољашњих мрежа,
- омогућавају контролисање и евиденцију приступа Интернету у зависности од клијента,
  - контролише се којим сајтовима се може приступити
  - контролише се ко може приступити
- понеки веб прокси сервери модификују садржај који преузимају са Интернета тако да он буде прилагођен клијентима - на пример за мобилне телефоне или ПДА уређаје.

### Остали прокси сервери
Осим ове две најчешће функције прокси сервери пружају и друге услуге, односно раде на друге начине:
- Анонимност - тиме што клијент не комуницира директно са серверима на Интернету, постиже се да удаљени сервер не зна ко му стварно приступа. Сличан ефекат се постиже превођењем адреса клијената, али је технологија потпуно другачија.
- Невидљиви прокси сервери су они за које клијент не треба да подешава рачунар или често уопште и није свестан њиховог постојања. Њихов рад се заснива на пресретању саобраћаја клијената и чести су у већим фирмама.
- Јавни прокси сервери су доступни и преко интернета, а не само из локалне мреже.
- Постоје и прокси сервери за имејл који имају функцију да филтрирају нежељену долазну, али и одлазну пошту. Филтри одлазне поште су нарочито значајни због све чешћих инфекција интернет црвима.

## Безбедност
Приликом коришћења прокси сервера често је питање безбедности података.
Целокупан саобраћај који понекад носи и осетљиве податке (нпр. комуникација са веб-сајтом банке) се привремено снима на прокси серверу.
Такође и одлазни саобраћај је лакши за пресретање.
Ово се посебно односи на невидљиве, наметнуте или јавне сервере.

## Прокси софтвер
Постоји више бесплатних прокси програма или услуга. Иза назива је спољашњи линк ка њиховим веб-сајтовима.
- Мајкрософт ИСА сервер
- Архивирано на веб-сајту  (19. август 2007)
- Гугл веб акцелератор
- Proxy software and scripts на веб-сајту  (језик: енглески)
- Free web-based proxy services на веб-сајту  (језик: енглески)
- Free http proxy servers на веб-сајту  (језик: енглески)
- Proxy test online